# Koriak Upaiga
Koriak Upaiga (ur. 13 czerwca 1987) – papuaski piłkarz grający na pozycji obrońcy.

## Kariera klubowa
Karierę piłkarską Upaiga rozpoczął klubie Hekari United. W Hekari zadebiutował w pierwszej lidze papuaskiej. Wraz z Hekari trzykrotnie wywalczył mistrza Papui-Nowej Gwinei w 2010, 2011 i 2012. W 2010 roku wywalczył również klubowe mistrzostwo Oceanii. W 2012 przeszedł do australijskiego klubu Sunshine Coast, który występuje w Queensland State League.

## Kariera reprezentacyjna
W reprezentacji Papui-Nowej Gwinei Upaiga zadebiutował w 2011. W 2012 roku uczestniczył z kadrą narodową w Pucharze Narodów Oceanii 2012, który był jednocześnie częścią eliminacji Mistrzostw Świata 2014.